# Naturschutzgebiet Böde Bruch
Das Naturschutzgebiet Böde Bruch mit einer Größe von 15,7 ha liegt im Oberen Arnsberger Wald im nördlichen Stadtgebiet von Olsberg im Hochsauerlandkreis. Das Gebiet wurde 2004 mit dem Landschaftsplan Olsberg durch den Hochsauerlandkreis als Naturschutzgebiet (NSG) ausgewiesen. Westlich grenzt direkt das Stadtgebiet Warstein an. Im Osten grenzt das Stadtgebiet von Brilon an. Im Stadtgebiet Brilon beginnt an der Grenze eine der beiden Teilfläche vom Naturschutzgebiet Böde Bruch und Rehhacken.

## Gebietsbeschreibung
Beim NSG handelt Erlen- und Birkenbruchwälder.
Es wurden durch das Landesamt für Natur, Umwelt und Verbraucherschutz Nordrhein-Westfalen Pflanzenarten wie Adlerfarn, Besenheide, Bitteres Schaumkraut, Braun-Segge, Einfacher Igelkolben, Flatter-Binse, Flutender Schwaden, Gewöhnlicher Gilbweiderich, Goldenes Frauenhaarmoos, Himbeere, Kahnblättriges Torfmoos, Moor-Birke, Roter Fingerhut, Stumpfblättriger Ampfer, Sumpf-Helmkraut, Sumpf-Veilchen, Teich-Schachtelhalm, Trügerisches Torfmoos, Ufer-Wolfstrapp, Wald-Schachtelhalm, Weiches Honiggras und Weiße Hainsimse nachgewiesen.

## Schutzzweck
Das NSG soll den Wald dessen Arteninventar schützen.
Wie bei allen Naturschutzgebieten in Deutschland wurde in der Schutzausweisung darauf hingewiesen, dass das Gebiet „wegen der Seltenheit, besonderen Eigenart und Schönheit des Gebietes“ zum Naturschutzgebiet wurde.